# Pachylophus tellinii
Pachylophus tellinii är en tvåvingeart som beskrevs av Mario Bezzi 1908. Pachylophus tellinii ingår i släktet Pachylophus och familjen fritflugor.
Artens utbredningsområde är Eritrea. Inga underarter finns listade i Catalogue of Life.